# Fight the Power
Fight the Power es una canción de estilo hip hop compuesta por el grupo musical Public Enemy en 1989 para la película Do the Right Thing. La canción alcanzó gran éxito y llegó a ser incluida en la popular lista de las 100 canciones más representativas del cine estadounidense que realizó la American Film Institute en el año 2004; en dicha lista quedó situada en el puesto número 40.
La canción trata sobre la cultura afroestadounidense, como el movimiento por los derechos civiles en Estados Unidos y la música de James Brown.